# Alano VII de Rohan
Alano VII de Rohan fue el décimo vizconde de Rohan, siendo hijo de Olivier II de Rohan; falleció en el año 1387.
Alano VII contrajo matrimonio con Juana de Rostrenen (1300-1371), que era hija de Pedro V de Rostrenen y de Ana du Pont.
El matrimonio tuvo dos hijos:
- Margarita de Rohan, fallecida con posterioridad a 1406, que contrajo matrimonio con Olivier V de Clisson, condestable de Francia, y segundo matrimonio en 1356 con Juan IV de Beaumanoir, mariscal de Bretaña.
- Juan I de Rohan, que sucedió a su padre en el vizcondado de Rohan.

| Predecesor: Olivier II de Rohan | Vizcondado de Rohan (1326-1387) | Sucesor: Juan I de Rohan |

- Datos: Q2830338